# 月亮姐姐睡何鄉
香港第一個兒童粵劇《月亮姐姐睡何鄉》撰寫人是查篤撐兒童粵劇協會的創辦人，馬曼霞。
該劇已被著名香港電影資料館顧問兼歷史研究者余慕雲先生確認為香港第一個全本兒童粵劇，在香港兒童粵劇史中擔當了重要角色。劇本內容以小朋友日常生活為題材，特顯小朋友天真瀾漫，躲懶貪玩的本性。雖說是兒童粵劇，但全劇所選配的曲段均是傳統粵曲唱段，沒有偏離粵曲基本程式。以下是各專家學者的推介：
「…《月亮姐姐睡何鄉》是香港第一部全本兒童粵劇，它是改良粵劇，值得指出的是它各方面看來都有粵劇味，它對增進兒童粵劇認識、愛好，對培養粵劇接班人，培養粵劇新觀眾，都有一定的貢獻…」 余慕雲 (已故「香港電影資料館」、「香港博物館」榮譽顧問)
「…手法新奇，場面互動，小朋友是粵劇的主角，一改讓孩子扮大人的尷尬，讓孩子在粵劇的台上台下，用真性情演活了自己… 《月亮姐姐睡何鄉》改轅換轍，從培養兒童的興趣著手，以大膽的探索，點亮了又一盞振興粵劇的啟航燈…」 梁國澄 (「佛山粵劇博物館」籌辦負責人，原「佛山市博物館」館長)
“It was precise, thoughtful, narratively strong, and rich in character detail. The dramatic line in each scene was perfectly clear to me even though I speak no Cantonese.” Roberta Levitow (Theatre Director, Professor of Bennington College, Fulbright Senior Specialist)

## 來源
- 「查篤撐」兒童粵劇協會 （页面存档备份，存于）